# Jaume Segarra
Jaume Segarra (Reus, ca.1480 - 1543) fou un pintor renaixentista.
Va ser autor de diversos retaules d'esglésies del Camp de Tarragona, dels que únicament es conserva el de la Nativitat de Jesús. Aquest, pintat el 1531 per a la capella de Betlem de Reus, en l'actualitat es conserva al Santuari de Misericòrdia de Reus, a càrrec del museu de la ciutat. Es té notícia que el 1501 signà un contracte amb els jurats de l'Aleixar per construir un "retaule de la Verge Maria", però no consta si l'obra arribà a bon port. El metge i investigador Salvador Vilaseca explica que el seu nom figura entre els artistes que van treballar a la Catedral de Tarragona. També es conserven contractes de feines encarregades: el retaule de Sant Vicenç de Castellvell el 1502, el de la Verge Maria del convent de Franciscans de Reus el 1524, el de la Confraria de Santa Susanna i Santa Magdalena de Reus el 1527, i és possible que fos l'autor del retaule de l'església de Vilaplana.
El 1527 estava associat amb el seu deixeble Francesc Olives (Reus 1502 - Tarragona post 1577), que posteriorment seria autor del retaule dels Sants Metges de Vallmoll.
La ciutat de Reus li dedicà un carrer a la Urbanització Mas del Carpa, a l'avinguda de Tarragona.